# Liste der Bodendenkmale in Bornhöved
In der Liste der Bodendenkmale in Bornhöved sind die Bodendenkmale der Gemeinde Bornhöved nach dem Stand der Bodendenkmalliste des Archäologischen Landesamts Schleswig-Holstein von 2016 aufgelistet. Die Baudenkmale sind in der Liste der Kulturdenkmale in Bornhöved aufgeführt.
| Denkmal-ID           | Befundart           | Bezeichnung                         | Zeitstellung                 | Lage | Bemerkungen | Bild |
| -------------------- | ------------------- | ----------------------------------- | ---------------------------- | ---- | ----------- | ---- |
| aKD-ALSH-Nr. 004 241 | Grabmal > Grabhügel | Grabhügel „Kongsbarg“, „Königsberg“ | Vor- und/oder Frühgeschichte |      |             |      |
| aKD-ALSH-Nr. 004 242 | Grabmal > Grabhügel | Grabhügel                           | Vor- und/oder Frühgeschichte |      |             |      |
| aKD-ALSH-Nr. 004 243 | Grabmal > Grabhügel | Grabhügel                           | Vor- und/oder Frühgeschichte |      |             |      |
| aKD-ALSH-Nr. 004 244 | Grabmal > Langbett  | Langbett/Steinreihe „Stromberg“     | Neolithikum                  |      |             |      |